# Chaetodontoplus poliourus
Chaetodontoplus poliourus är en fiskart som beskrevs av Randall och Rocha 2009. Chaetodontoplus poliourus ingår i släktet Chaetodontoplus och familjen Pomacanthidae. IUCN kategoriserar arten globalt som livskraftig. Inga underarter finns listade i Catalogue of Life.